# Ontinyent
Ontinyent település Spanyolországban, Valencia tartományban. Ontinyent Aielo de Malferit, Bocairent, Alfafara, Banyeres de Mariola, Vallada, Agullent és Mogente községekkel határos. Lakosainak száma 36 430 fő (2024).

## Népesség
A település népessége az utóbbi években az alábbiak szerint változott:
| Lakosok száma | 32 687 | 35 155 | 36 695 | 37 735 | 37 140 | 36 180 | 35 342 | 35 347 | 35 946 | 36 430 |
|               | 2001   | 2004   | 2007   | 2009   | 2012   | 2014   | 2017   | 2019   | 2022   | 2024   |